# Клебба, Мартин
Ма́ртин Кле́бба (англ. Martin Klebba, также встречается русскоязычная передача Клеббэ; род. 23 июня 1969, Трой, Мичиган) — американский актёр кино и телевидения. Играет специфические роли, поскольку его рост составляет  124 сантиметра.

## Биография
Мартин Клебба родился 23 июня 1969 в городе Трой, штат Мичиган, там же в 1987 году окончил высшую школу Athens High School. Впервые на телевизионных экранах появился в 2001 году в небольшой роли одного эпизода комедийного «Шоу Энди Дика», в том же году зрители смогли его увидеть на широком экране — Клебба сыграл эпизодическую роль в фильме «Планета обезьян». Актёр всегда играет специфические роли, поскольку страдает карликовостью (Acromicric dysplasia — единственный зарегистрированный случай такого типа), его рост составляет 124 сантиметра. К началу 2021 года Клебба снялся более чем в ста фильмах и сериалах.
Клебба управляет некоммерческим фондом, который помогает маленьким людям.
18 июня 2011 года Клебба женился на Мишель Дилгард, сын — Алек, дочь — Макензи Рэй (род. 26 сентября 2012).

## Избранная фильмография

### Широкий экран
- 2001 — Планета обезьян / Planet of the Apes — в титрах не указан
- 2001 — Спецагент Корки Романо[англ.] / Corky Romano — вышибала (в титрах не указан)
- 2001 — Торчки / How High — гость на вечеринке (в титрах не указан)
- 2002 — Большой толстый лжец / Big Fat Liar — целующийся бандит (в титрах не указан)
- 2002 — Убить Смучи / Death to Smoochy — Ринетт
- 2002 — Люди в чёрном 2 / Men in Black II — ребёнок-инопланетянин
- 2002 — Остин Пауэрс: Голдмембер / Austin Powers in Goldmember — танцор (в титрах не указан)
- 2003 — Национальная безопасность / National Security — охранник (в титрах не указан)
- 2003 — От колыбели до могилы / Cradle 2 the Grave — ведущий, объявляющий бои
- 2003 — Пираты Карибского моря: Проклятие Чёрной жемчужины / Pirates of the Caribbean: The Curse of The Black Pearl — Марти, пират
- 2003 — Луни Тюнз: Снова в деле / Looney Tunes: Back in Action — танцующий Йоземит Сэм
- 2003 — Особняк с привидениями / The Haunted Mansion — довольное привидение (в титрах не указан)
- 2004 — Ван Хельсинг / Van Helsing — гном (в титрах не указан)
- 2006 — Пираты Карибского моря: Сундук мертвеца / Pirates of the Caribbean: Dead Man’s Chest — Марти, пират
- 2007 — Пираты Карибского моря: На краю света / Pirates of the Caribbean: At World’s End — Марти, пират
- 2007 — Знакомство со спартанцами / Meet the Spartans — эпизод, в титрах не указан
- 2008 — Хэнкок — Hancock — преступник
- 2009 — В любви все средства хороши[англ.] / All’s Faire in Love — граф Ле Пети
- 2012 — Проект X: Дорвались / Project X — маленький разъярённый человечек
- 2012 — Белоснежка: Месть гномов / Mirror Mirror — гном «Мясник»
- 2013 — Кино-43 / Movie 43 — Чон, убийца (в титрах не указан)
- 2013 — Оз: Великий и Ужасный / Oz the Great and Powerful — жевун-повстанец
- 2013 — Волк с Уолл-стрит / The Wolf of Wall Street — Фрэнки Берри
- 2014 — Оставленные / Left Behind — Мэлвин Вейр
- 2014 — Мотель / The Bag Man — Гуано
- 2017 — Пираты Карибского моря: Мертвецы не рассказывают сказки / Pirates of the Caribbean: Dead Men Tell No Tales — Марти, пират
- 2018 — Тайна печати дракона / Viy 2: Journey to China — капитан
- 2025 — Электрический штат / The Electric State — Герман
- 2025 — Белоснежка / Snow White — Ворчун, гном

### Телевидение
- 2001 — Малкольм в центре внимания / Malcolm in the Middle — в одном эпизоде, в титрах не указан
- 2001 — Белоснежка / Snow White: The Fairest of Them All — гном Пятница
- 2002 — Журнал мод / Just Shoot Me! — деревенский житель (в одном эпизоде)
- 2002 — Зачарованные / Charmed — гном (в одном эпизоде)
- 2004, 2005, 2009 — Клиника / Scrubs — Рэнделл Уинстон (в восьми эпизодах)
- 2007 — Дрейк и Джош / Drake & Josh — Наг-Наг (в одном эпизоде)
- 2007 — C.S.I.: Место преступления / CSI: Crime Scene Investigation — Дики Джонс (в одном эпизоде)
- 2009 — Меня зовут Эрл / My Name Is Earl — в одном эпизоде, в титрах не указан
- 2009 — АйКарли / iCarly — Наг-Наг (в одном эпизоде)
- 2009 — Кости / Bones — Тодд Мур (в одном эпизоде)
- 2010 — C.S.I.: Место преступления Нью-Йорк / CSI: NY — Келвин Мур (в одном эпизоде)
- 2010, 2011 — Два короля / Pair of Kings — Хибачи (в трёх эпизодах)
- 2011 — Плащ / The Cape — Ролло, грабитель банков[4] (в десяти эпизодах)

### Видеоклипы
- 2005 — Seether — Truth — боксёр на ринге[6]